# To Love-ru
To Love -Trouble- (To LOVEる -とらぶる-, Toraburu, jeu de mots avec le mot anglais « Trouble » se prononçant « Toraburu » en japonais) est un manga ecchi écrit par Saki Hasemi et dessiné par Kentaro Yabuki. Il a été prépublié dans l'hebdomadaire Weekly Shōnen Jump de l'éditeur Shūeisha entre avril 2006 et août 2009, puis compilé en dix-huit tomes entre novembre 2006 et avril 2010. La version française est publiée en intégralité par Tonkam. La série a connu deux adaptations en série télévisée d'animation ainsi que plusieurs OAV.
Une série dérivée faisant office de suite au manga a vu le jour sous le nom To Love Darkness (ToLOVEる-ダークネス-). Elle est prépubliée entre le 4 octobre 2010 et le 4 mars 2017 dans le mensuel Jump Square, et compte un total de dix-huit tomes. Cette suite a connu une adaptation en série télévisée d'animation de douze épisodes produite par le studio Xebec et diffusée entre octobre et décembre 2012, et une seconde saison est diffusée entre juillet et octobre 2015. Plusieurs OAV ont également vus le jour. La version française du manga est éditée par Delcourt Tonkam depuis mars 2012, tandis que l'anime est diffusé en simulcast par Kazé.

## Histoire
Rito Yûki, un banal lycéen de quinze ans, est amoureux depuis longtemps de Haruna Sairenji, une jeune fille de sa classe. Malheureusement, Rito n'a jamais eu le courage de lui parler. Un jour où il est très motivé, le protagoniste se décide enfin à lui avouer ses sentiments. Après de multiples tentatives interrompues aussi diverses que variées, Rito est une fois de plus mis en échec. En rentrant chez lui, alors qu'il se met à l'aise dans sa salle de bain après une dure journée, surgit de nulle part et dans une situation délicate une jolie jeune fille dénudée devant lui : l'arrivée explosive de Lala Satalin Deviluke, première princesse de la planète Deviluke et héritière de la galaxie, va chambouler la petite vie tranquille de notre héros.

## Personnages

### Personnages principaux
- Rito Yūki (結城 梨斗?) : Héros de ce manga, Rito est un lycéen tout ce qu'il y a de plus normal, dont le caractère simple et pas particulièrement extraverti en ont fait un très oubliable camarade pour ses pairs. Il est quotidiennement accablé d'une malchance à toute épreuve qui semble le poursuivre où qu'il aille. Un jour où il échoue une énième fois à avouer à la fille qu'il aime (Haruna) ses sentiments, une jeune fille venue de nulle part se matérialise dans son bain. Cette situation étonnante vit la rencontre fortuite entre Rito et Lala. Par la suite, Rito va découvrir qu'avoir une amie extra-terrestre apporte de lourdes responsabilités, telles que la protéger pour que son impulsif et terrible père ne détruise pas la Terre. Considéré par tous comme le fiancé de Lala et donc comme prince héritier de l'univers, et malgré ses fiançailles rompues (l'annulation sera elle-même de facto annulée), les devoirs intrinsèques du jeune homme ne font que renforcer son angoisse de l'avenir. Rito est également au centre de l'intrigue amoureuse du manga: il est amoureux de Haruna, Run est folle de lui, Ren le déteste car Lala est également amoureuse de lui. En bref, Rito a une vie très chargée, et assez complexe. Qui plus est, il comprend également qu'être adolescent n'est pas facile et que, bien qu'il soit amoureux de Haruna, il commence à avoir des sentiments pour Lala au fil des chapitres. Il lui avouera ces derniers... mais reste incapable de les exprimer à Haruna. Son amour est en fait tiraillé entre plusieurs filles, ce qui lui pèse d'une pression épouvantable, le rendant indécis et paniqué. Ajouté à cela sa réserve sur le sexe opposé, et on comprendra aisément ses moments d'absence, voire de phobie dans des situations luxurieuses (très nombreuses dans sa série). Assailli principalement par la passion dévorante de Lala, Haruna, Run et Momo, il est toutefois dans l'incapacité de clarifier ses émotions, ce qui provoque de nombreux imbroglios. Rito représente donc le personnage normal et stéréotypé de toutes les histoires d'Ecchi. On découvre dans le chapitre 50 de Darkness qu'il possède une très forte volonté, ce qui lui a permis de résister à la beauté de Dame Sephi.
  - Riko Yusaki (夕崎 梨子?) : Alter-égo féminin de Rito. Lorsque Rito est rentré par erreur dans une invention de Lala qui avait pour but d'augmenter la taille de la poitrine, Rito s'est transformé en Riko. À la différence de Run et Ren, il garde la même personnalité, seul son aspect physique change. Sous cette forme, il a beaucoup de succès auprès des garçons, particulièrement auprès de son ami Saruyama. Momo et Mea, intéressées, se chargeront de lui inculquer les bases du plaisir féminin, avant d'être interrompues par Mikan.

- Lala Satalin Deviluke (ララ・サタリン・デビルーク?) : Elle est l'héroïne du manga, première princesse de Deviluke (et donc de la galaxie entière). Lala est belle et d'un grand charme, pourvue de longues mèches rose bonbon semblable à celles de sa mère. Ses formes sont généreuses, son intelligence est sans égale (quoique peu sollicitée) et sa bienveillance sans limite, tournant au débonnaire… Désinhibée de la réalité, insouciante et enthousiaste à l'extrême, elle est un archétype de personnage d'Ecchi. Sa pureté et son innocence sincère, sa naïveté ou sa malice sur divers sujets ne la rendent que plus touchante, tout comme son optimisme inflexible. Et si elle est d'une bonté et d'une serviabilité rare, elle se comporte constamment comme une enfant (son côté pulsionnel s'amuse de tout et de n'importe quoi ; elle ne peut également pas concevoir la sexualité, et n'apprendra l'existence du baiser que très tard). Elle aime par ailleurs énormément les bébés, ce qui la pousse à s'occuper quotidiennement de Celine. Au fil de l'histoire, on pourra légitimement se demander si elle est aussi ingénue qu'il n'y paraît, puisqu'elle semble dissimuler un certain aspect astucieux et malin. Mais elle a aussi ses défauts, comme un manque de pudeur évident et une incompréhension totale envers Rito au début de la série (elle l'aime, mais ne le comprend pas). Sa candeur excessive ne l'a pourtant jamais empêchée d'évoluer avec grâce et brio dans une société qu'elle connaît mal. Sa passion est l'électronique et l'ingénierie: elle crée des inventions aussi nombreuses que farfelues, qui ne marchent jamais vraiment (c'est parfois volontaire). Mais il ne faut pas la penser faible, ou dépourvue: elle peut être redoutable en combat, avec l'aide de ses machines déjantées qui sont parfois de beaucoup plus dangereuses que des armes ; elle a même tenu tête à l'Ombre dorée sous sa forme Darkness en l'empêchant de détruire la Terre. Bien qu'au début elle veuille se marier avec Rito uniquement pour éviter de retourner chez son père, elle va finalement vraiment tomber amoureuse de lui, et elle le répétera de manière très touchante tout au long de la série. Elle vit chez Rito et s'entend très bien avec Mikan. Par ailleurs, le grand problème d'amour dans la série vient du fait que Lala est amoureuse de Rito, qui est amoureux de Haruna, qui elle-même est amoureuse de Rito. Lala attire de nombreux prétendants à cause de sa plastique avantageuse et de son statut, car son futur mari deviendra roi de la galaxie. Ren, par exemple, a essayé à plusieurs reprises, comme bien d'autres avant lui. Lala est en fait un personnage modeste et simple (voire un peu simplet) mais profondément attachant, qui devient de plus en plus mature à travers les chapitres. Dans To LOVE-ru Darkness, elle perd plus d'importance au profit de sa sœur Momo, même si elle en est parfaitement consciente: son seul vœu étant d'aimer Rito en parfaite entente avec les autres filles, elle se soucie peu des relations qu'il entretient du moment qu'il reste proche d'elle. À la fin de la saison 4, elle sauve Rito de l'Ombre dorée au prix de sa force vitale: elle rétrécit pour devenir semblable à une fillette de dix ans (bien qu'elle assure que ce n'est que temporaire). Comme pour ses sœurs, sa queue est son point faible (faisant apparemment office de zone érogène).

- Peke (ペケ?) (Péké dans le manga français) : Robot "multi-costumes" de Lala, il le suit constamment. Très cultivé, rusé, souvent narquois, c'est un excellent compagnon et ami pour Lala. Il n'aime pas trop la Terre et Rito au début. Il finit par apprécier tout le monde, et s'il a beau vouloir paraître sérieux et sage, il a parfois un caractère assez enfantin. Son pouvoir réside dans sa capacité à se transformer en vêtement: Lala n'a en effet qu'à lui demander et il change automatiquement sa tenue. Quand il n'a plus assez d'énergie ou qu'on l'enlève brusquement, les vêtements de Lala disparaissent et tombent en lambeaux (leitmotiv humoristique de la série).

- Haruna Sairenji (西連寺 春菜?) : Autre héroïne du manga. Elle et Rito se connaissent depuis le collège, mais c'est l'arrivée de Lala qui va chambouler leur relation. En réalité, Haruna est amoureuse de Rito depuis des années (comme Rito de Haruna) mais ni l'un ni l'autre n'arrivent à se l'avouer, à cause d'une timidité quasi-maladive. Prude et discrète, Haruna est une déléguée responsable, sincère, et qui aide toujours ses amis. Elle est aussi très réservée, ce qui lui jouera de nombreux tours. C'est aussi une cible fréquente et malencontreuse des aliens, arrivant toujours sans le vouloir à se mettre dans des situations toujours plus embarrassantes les unes que les autres. Haruna est surtout une amie fidèle: lorsqu'elle apprendra que Lala est une extra-terrestre, elle restera son amie sans broncher. De même, quand Lala avouera haut et fort être véritablement amoureuse de Rito, cela gênera Haruna et l'empêchera d'avouer ses sentiments à Rito, même si son amitié pour la princesse n'en fut pas affectée. C'est le principal amour de Rito, celui qui occupe ses pensées, malgré la quantité étonnante de lycéennes gravitant autour de lui.

- Yui Kotegawa (古手川 唯?) : Véritable voix de la sagesse, rigide et intransigeante, cette jolie lycéenne s'intéresse plus que tout au respect de l'ordre et de la discipline. Obnubilée par la morale, elle est révulsée par Rito qu'elle considère sans vergogne à chaque écart de sa part, qui sont souvent involontaires. Elle cherche toujours à faire respecter le règlement scolaire, ce qui lui vaudra au début quelques ennuis avec Lala et Rito. Cependant, elle commencera à changer après un voyage avec Lala où elle se rend compte qu'être avec des amis est plus sympathique qu'elle n'aurait pu le croire. Saki a même fait réfléchir Yui au bonheur étrange qu'est l'amour ; elle est cependant encore trop renfermée pour songer à avoir un petit-ami. Elle a une attirance particulière pour les chats, dont elle possède une multitude figurines et peluches dans sa chambre. Il est également bon de noter qu'elle a peur de l'eau et qu'elle en veut énormément à Rito de l'avoir vu nue à plusieurs reprises. Dans le même temps, elle est impressionnée par son courage et sa gentillesse innée ; sans le lui dire, elle en est finalement tombée amoureuse.

### Personnages principaux (Darkness)
Les personnages cités auparavant font également partie de cette liste.
- Nana Astar Deviluke (ナナ・アスタ・デビルーク?) : Petite sœur de Lala et jumelle de Momo, elle est la deuxième princesse de Deviluke. Elle apparait avec sa jumelle dès l'OAV 4 de To Love-ru - Trouble (et le chapitre 97 du manga). Elle possède la capacité de communiquer avec les animaux, et de s'en servir comme protecteurs. Mature et autoritaire, elle préfère l'introspection à l'exubérance de sa sœur aînée. De tous les personnages principaux féminins, elle montre le moins d'attirance pour Rito le qualifiant fréquemment de "bête sauvage". Malgré cela, ses sentiments se développent au fur et à mesure que l'histoire avance au point où il lui arrive de penser à lui. Elle vient sur Terre pour connaître un peu plus les amis de sa grande sœur, et s’attache rapidement à la planète où elle: avec sa sœur Momo, elles décident d'y vivre. Dans To LOVE-ru Darkness, elle reste de moins en moins avec sa famille et noue une grande amitié avec sa camarade de classe, Mea Kurosaki. Comme pour ses sœurs, sa queue est son point faible (faisant apparemment office de zone érogène).

- Momo Belia Deviluke (モモ・ベリア・デビルーク?) : Petite sœur de Lala et jumelle de Nana, elle est la troisième princesse de Deviluke. Elle apparait avec sa jumelle dès l'OAV 4 de To LOVE-ru - Trouble (et le chapitre 97 du manga). Elle possède la capacité de communiquer avec les plantes, et de s'en servir comme armes. D'apparence douce, fragile et innocente, elle cache une personnalité perverse, manipulatrice et légèrement sadique. Elle se montre aussi douée d'une imagination fertile fortement érotisée, ainsi que d'un certain penchant pour la tromperie, sans pour autant être acerbe ou mauvaise. Désintéressée tout d'abord, ne comprenant pas les sentiments de Lala pour Rito, elle finit par avoir le coup de foudre pour lui lorsqu'elle le voit combattre pour sauver une plante extraterrestre mal en point (qui deviendra par la suite Celine). Elle a une très grande affection pour Lala et ses amis, bien qu'elle entre souvent en rivalité avec Mikan au sujet de son frère. Selon Mikan, en effet, son principal vice est de se glisser dans le lit de Rito lorsqu'il est dans un sommeil profond, dans le seul et unique but de pouvoir le câliner très sensuellement, tout en se touchant elle-même. Elle a d'ailleurs tenté à plusieurs occasions d'avoir des relations sexuelles avec lui, ce qui n'a jamais abouti par pure malchance. Après la déclaration ratée de Rito à la fin de To LOVE-ru trouble, elle prend conscience de ne pas être la seule à aimer Rito et décide de créer le "plan Harem" pour le bien de toutes les filles pouvant être amoureuses de lui, qu'elle présente comme le seul choix pour satisfaire tout le monde, étant le successeur de l'empire Deviluke (les lois terriennes ne s'appliqueraient plus à Rito). Le plan Harem comprend : Lala, Haruna, Run, Momo, Yui, Nana, Yami, Rin, Mea, Nemesis ainsi que possiblement Kyouko, Tearju, Mikado, Risa et Mikan. Comme pour ses sœurs, sa queue est son point faible (faisant apparemment office de zone érogène).

- Ombre dorée (金色の闇, Konjiki no Yami?) : Tueuse hors pair connue dans toute la Galaxie pour réussir chacun de ses contrats, elle est envoyée sur Terre par un prétendant de Lala pour tuer Rito (lorsqu'elle cherchera à l'éliminer, il sera protégé par Lala). Finalement son contrat sera rompu pour informations erronées sur la cible, mais elle ne renonce toutefois pas à le tuer, par acquit de conscience. L'ombre dorée possède la capacité de transformer son corps à sa guise: ses bras peuvent devenir des lames, ses cheveux des dragons ou de puissants poings, ses pieds des boules hérissées de piques. Très mignonne et timide au premier abord, elle charme plus d'un garçon mais elle reste complètement insensible à ce quelle peut provoquer. Avec sa personnalité flegmatique et imperturbable, elle impose le respect et la crainte chez ses adversaires. Elle déteste particulièrement les pervers (sauf sous sa forme Darkness, où elle en est une elle-même), ce qui fait que le malchanceux Rito s'attirera souvent les foudres de l'assassin. À contrario, elle semble être progressivement tombée sous le charme du protagoniste, qui la rassure et l'encourage à être honnête avec ses sentiments d'amour pour la Terre. Pour son courage, elle respecte également énormément Lala. Une fois sur Terre, elle va devenir amie avec Mikan et se mettra à beaucoup lire de roman à l'eau de rose, ne comprenant pas vraiment les sentiments amoureux, mais en en étant fortement curieuse. Elle est un clin d'œil au manga Black Cat dans lequel Yami est une jeune fille qui a été spécialement conçue pour tuer. Dans le chapitre 15 de To Love-ru Darkness, Tearju Lunatique, la "mère" de Yami, avoue le prénom de cette dernière est Eve.

- Mea Kurosaki (黒咲 芽亜?) : Elle se trouve être en fait la petite sœur de Yami, possédant les mêmes capacités que sa grande sœur. Cruelle, sournoise et retorse, elle ne possède aucun remords à tuer ou à torturer pour obéir à son maître. Elle aide Némesis, qu'elle considère comme son maître afin que l'Ombre dorée retrouve son ancien esprit d'assassin.

- Némesis (ネメシス?) : Il s'agit de l'aboutissement du projet NÉMÉSIS, crée en même temps que le projet Darkness. C'est une personne souhaitant que l'Ombre dorée retrouve son esprit d'assassin. Passionnée de destruction psychologique et fascinée par le chaos, capable des pires horreurs uniquement pour son bon plaisir, elle ne recule devant rien ni personne, à part peut-être contre l'empire Deviluke. Étant une fervente adepte du courant BDSM, elle rêve de faire de Rito son esclave et de l'initier au sadomasochisme. Nonchalante et mystérieuse, son caractère furtif et opiniâtre en fait un ennemi redoutable du héros et des trois princesses. Toutefois, elle garde un côté malicieux et taquin, faisant exprès d'agacer Momo en se rapprochant voluptueusement de son très précieux Rito à ses heures perdues. Assez peu habituée aux usages terriens, elle se découvre un attrait certain pour la littérature d'horreur et les boulettes de pâtes. C'est une belle jeune femme à la peau mate et aux longs cheveux noirs, aux yeux félins d'un jaune orangé. Elle est souvent vêtue d'un kimono ornementé ou d'une petite robe sombre plissée. Tout comme Yami et Méa, elle possède le pouvoir de transformation, est polymorphe (notamment en chat noir) et peut se téléporter, bien qu'elle soit probablement beaucoup plus puissante. Elle adore la matière noire dont elle est elle-même composée, et finit par trouver la défaite lors de son combat contre Gido.

- Tiaye Lunatic (ou Tearju Lunatique dans la traduction du manga Black Cat) : C'est la "mère" de Yami, à la suite d'une expérience sur les armes vivantes. Très maladroite mais fortement gâtée par la nature, elle est amie de longue date avec le Dr. Mikado. Généticienne de profession, c'est elle qui fait naître l'Ombre dorée et s'en occupe toute son enfance. Lorsqu'elle se rendit compte que le but du projet Darkness était d'utiliser Eve comme une arme de destruction massive, elle tenta de s'enfuir avec elle, sans succès. Recluse dans une cabane sur une planète éloignée, c'est Mikado qui l'a amenée sur Terre afin de l'aider dans sa recherche de Yami.

### Familles des personnages principaux
- Yuu Kotegawa (古手川 遊?) : C'est le frère ainé de Yui. C'est un personnage secondaire que l'on va voir de plus en plus durant quelques chapitres et un des rares garçons du manga à ne pas passer pour un pervers ou un débile profond. Il a beaucoup de style, semble assez fort puisqu'il va mettre une raclée à un groupe de petite délinquants qui voulaient s'en prendre à sa sœur. Lorsque Yui préparera un chocolat pour Rito, lors de la St Valentin, il se rendra compte que sa petite sœur grandit. Il rencontrera également Rito lorsque celui, transformé en Riko, sera poursuivi par le principal. Il l'aidera à s'en débarrasser et découvrira la vérité sur lui et sur toutes les bizarreries qui l'entourent. Ils sympathiseront malgré l'intervention de l'Ombre Dorée.

- Mikan Yuki (結城　美柑?) : c'est la cadette de Rito de 3 ans, mais elle sait bien mieux gérer les sentiments que son propre frère. Elle le conseillera à plusieurs reprises et semble parfaitement comprendre la situation de Rito (le choix cornélien entre Lala et Haruna). Elle accepte très facilement que Lala soit une extra-terrestre et qu'elle vive chez eux. Au contraire, elle repoussera avec virulence les incursions nocturnes de Momo dans le lit de Rito, qui s'amuse visiblement à se masturber ou à l'enlacer de manière suggestive dans son sommeil. Mikan tombe en adoration devant l'Ombre dorée lorsque celle-ci vient dormir chez les Yûki. Mikan supporte cependant mal les nombreuses absences de son frère dans la vie de tous les jours: avec l'arrivée de Lala, leur complicité se détériore car ils se parlent moins (Rito étant trop pris par ses problèmes d'adolescent). Heureusement, Rito va plusieurs fois aider sa petite sœur et celle-ci lui en sera très reconnaissante. Rappelons que Mikan fait partie du plan "harem", élaboré par Momo dans Darkness. On peut donc considérer que les sentiments qu'elle a envers son frère se placent au-delà du simple amour fraternel (quelques scènes de l'animé sous-entendent des désirs incestueux).

- Akiho Sairenji (西連寺 秋穂?) : La grande sœur d'Haruna. On ne la voit pas souvent dans les mangas, mais Haruna habite chez elle. Elle sort avec Yuu.

- Gido Lucion Deviluke (ギド・ルシオン・デビルーク?) : Père de Lala, de Nana et de Momo, roi de Deviluke, empereur de l'Univers et de la Voie lactée. Dans un premier temps il n'apparait pas, et Rito l'imagine comme une espèce d'ogre gigantesque, puis il se manifeste pour la première fois dans le chapitre 48 (tome 6). Il a en réalité l'apparence d'un enfant de 6 ans (durant la guerre d'unification de la galaxie, il a utilisé son pouvoir vital jusqu'à rétrécir), mais il est très pervers: il adore peloter les filles et voir leur sous-vêtements. Espiègle, il aime s'amuser des humains, son pouvoir étant suffisamment grand pour qu'il puisse détruire la Terre d'un seul ordre. Son attention pour sa famille est immense, et il supporte très mal les fugues à répétitions de ses filles. Doté d'une force, d'un esprit et d'un charisme exceptionnel, le roi est malgré son apparence effrayante quelqu'un d'aimant et de rusé. Il a parfois l'air d'un enfant, mais d'autres fois d'un vrai démon, et est contre tout un grand homme qui a su créer un empire galactique prospère et paisible. Il a d'ailleurs affronté Némésis jusqu'à la rendre vulnérable.

- Saibai Yuki (西連寺 秋穂?) : Le père de Rito et Mikan, mangaka de profession, il n'est pas souvent chez lui, et il dessine plusieurs mangas à la fois. Très enfantin, mal organisé, il n'en reste pas moins sérieux sur certains sujets, et n'est absolument pas gêné par le fait que Lala vive chez lui, ou qu'elle soit une extra-terrestre. Zastin et le MIB vont travailler avec lui pour s'éloigner des impétueuses sœurs.

- Ringo Yuki (結城 林檎?) : La mère de Rito et Mikan, elle est une styliste de mode et voyage beaucoup ce qui fait qu'elle est rarement à la maison. Quand elle rencontre une jolie fille (comme Lala ou Haruna), elle a la mauvaise habitude de les peloter et de les déshabiller afin de déterminer leurs mensurations.

- Sephi Michaela Deviluke (セフィ・ミカエラ・デビルーク?) : La mère de Lala et reine de Deviluke apparaît pour la première fois dans le chapitre 49 de Darkness. C'est une très belle femme à la voix douce. Elle se rend sur Terre afin de prendre des nouvelles de ses filles et également faire la connaissance de Rito. Son splendide visage peut transformer n'importe quel personne, même un gentleman, en un dangereux pervers. Elle se met alors un voile afin de cacher son visage. Seuls Gido et Rito sont insensibles à son pouvoir, chose due à leur forte volonté.

### Personnages secondaires
- Oshizu (お静?) : C'est le fantôme d'une jeune fille morte il y a 400 ans ; elle rencontre Lala et ses amies alors qu'ils sont dans un vieux bâtiment scolaire hantée. Par la suite, elle sortira de cet endroit et prendra momentanément possession du corps d'Haruna, ce qui provoquera de gros troubles avec ses sentiments. Mikado lui fabriquera un corps biologique qu'elle peut contrôler pour redevenir une jeune fille normale sous le nom de Shizu Murasame (村雨静?). Elle est très proche d'Haruna et espère fortement que cette dernière finira avec Rito.

- Celine (セリーヌ?) : Plante carnivore géante d'une autre planète, seule Momo est capable de communiquer avec elle. Dans le quinzième tome, alors que l'on croit qu'elle souffre d'une maladie extraterrestre, elle donne naissance à une petite fille avec une fleur sur la tête qui ne s'exprime qu'avec des mâuu. Lorsqu'elle boit trop de cola, elle est saôule et produit du pollen qui rend les gens amoureux de Rito.

- Run Elsie Jewelria et Ren Elsie Jewelria (ルン・エルシ・ジュエリア&レン・エルシ・ジュエリア?) : Ami d'enfance de Lala, il est venu sur Terre dans le but de la séduire, et va rentrer en compétition avec Rito car celui-ci n'a aucun succès avec les filles, excepté avec la princesse. Pour Ren, l'inverse est justement le problème. Lors d'un concours qui se finira mal, Ren et Rito finissent par s'embrasser involontairement, et de là naîtra l'amour exubérant de Run envers Rito, cette dernière étant sa sœur et partageant le corps de Ren. En effet, Ren/Run change de sexe à chaque fois qu'il éternue, caractéristique de survie dont sont dotés les habitants de son hostile planète. Run va donc chercher à se venger de Lala et à faire succomber Rito à son charme. Finalement, elle devint une idole dans le monde de la chanson pour tenter de devenir plus importante aux yeux de Rito. C'est également une très bonne amie de Kyoko Kirisaki. À l'inverse, Ren est de moins en moins présent. À la fin du chapitre 9 de Darkness, Ren et Run sont enfin séparés physiquement par leur stade adulte ; Run, souvent absente (contre son gré) à cause de son travail, se retrouve incorporée dans le "plan Harem" sans même en avoir conscience.

- Kuro (クロ?) : Ce tueur à gage est en fait un clin d'œil de la part de l'auteur par rapport à son ancien manga. C'est un tueur à gage qui connait déjà l'Ombre Dorée. Il fait référence à Train Heartnet, tueur à gage repenti nommé « Black Cat ». Son véritable nom est Neko (« Chat » en japonais).

- Kyoko Kirisaki  (霧崎 恭子?) : Héroïne de la série préférée de Lala sur Terre connue sous le nom de Magical Kyoko, on apprend par la suite que ses pouvoirs sont réels vu qu'elle est en fait une extraterrestre. Elle porte une grande affection pour Run et les deux jeunes filles deviendront rapidement amies. Dans Darkness, elle se rendra au lycée Sainan pour récolter des informations sur Rito et ainsi augmenter les chances de séduction pour Run ; mais tout ce qu'elle obtiendra, c'est d'être poursuivi par des fans en furie et de tomber sous le charme de Rito après qu'il l'aura sauvé. Elle est aussi un ancien personnage de Black Cat qui, dans ce manga, avait la possibilité de manipuler le feu. D'ailleurs, celle-ci se fait souvent passer pour une héroïne sexy.

### Autres
- Zastin (ザスティン?) : Garde du corps des trois sœurs et chef de l'armée impériale de Deviluke. Malgré sa grande force et son habileté à l'épée, il déteste les planètes sous développées et a toujours beaucoup de malchance. Lorsqu'il se fait frapper de plein fouet par un métro (bien qu'il y survive), il pense qu'il s'agit d'une attaque de Rito et le considère donc digne d'épouser Lala. Il aide souvent cette dernière, bien qu'il soit accaparé par son nouveau travail de mangaka auprès du père de Rito. Son côté héroïque et viril est souvent brutalement rompu par ses mésaventures, où il se montre très délicat et un peu fragile. À chaque tentative de combat, il finit toujours par échouer lamentablement à cause d'un mauvais hasard. Saki Tenjôin est amoureuse de lui depuis leur première rencontre.

- Ryoko Mikado (御門　涼子?) : Extra-terrestre et infirmière du lycée de Rito, elle s'occupe de soigner tous les petits tracas extra-terrestres de la joyeuse bande d'amis. C'est également elle qui a soigné l'Ombre dorée quand elle allait mal, et elle semble l'avoir fait plusieurs fois par le passé. C'est une amie d'enfance du Dr. Lunatique, avec qui elle s'entend bien depuis au moins le collège.

- Kenichi Saruyama (猿山　ケンイチ?) : Meilleur ami de Rito, un peu plus pervers que lui, il reste cependant un ami fidèle et de bon conseil, qui recherche désespérément une copine. Il est tombé rapidement sous le charme de Lala et est donc venu dans leur bande d'amis. Il fait tout son possible pour aider Rito à déclarer son amour à Haruna, en vain. Par la suite, on le voit de moins en moins.

- Risa Momioka (籾岡 里紗?) : Élève très décontractée, grande amie de Haruna et Lala, elle a une irrépressible tendance à la perversion et adore peloter les poitrines d'autres filles sans raison. Sa victime favorite est Haruna, qui s'embarasse très facilement. Au contraire, elle aime aussi cajoler la très extravertie Lala, qui n'y voit qu'un simple jeu sans profondeur. Par la suite, on la voit de moins en moins. Il semblerait quelle ait une certaine attirance envers Rito, puisque sous prétexte d'une blague, elle est sortie avec lui et l'a attiré chez elle pour tenter de le séduire.

- Mio Sawada (沢田　未央?) : Grande amie de Risa, Lala et Haruna, elle et Risa sont tout le temps ensemble. Elle est un peu moins ouverte au niveau sexualité que Risa, mais malgré cela, elle et Risa forment un duo très sensuel et amusant. Par la suite, on la voit de moins en moins.

- Saki Tenjôin (天条院　沙姫?) : Lycéenne qui se considère comme étant la reine du lycée, elle rêve de ridiculiser Lala qui a plus de succès auprès des hommes qu'elle, toujours accompagnée de ses amis Aya et Rin. Elle tombe éperdument amoureuse de Zastin et fera tout pour que cela soit réciproque, sans résultat. Malgré son orgueil démesuré, elle a un bon fond, est très solidaire et à horreur de voir des gens souffrir pour rien. Elle est souvent charitable et attentive, et elle n'hésite pas à aider ceux qui en ont besoin (à l'exception de la bande de Lala). Elle possède un esprit de compétition sans limites envers Lala, et irait presque jusqu'à tuer Rito pour ridiculiser Lala, mais rien n'y fait : elle échoue toujours pour des broutilles. Elle est la fille unique d'une famille extrêmement fortunée, et dépense son argent à tout va.

- Rin Kujo (九条 凛?) : Amie et garde du corps de Saki Tenjôin, elles sont ensemble depuis l'enfance. Au début, elle voyait Rito comme un pervers qui n'hésite pas une seule seconde à sauter sur une fille. Dans To Love-Ru Darkness, sa rencontre avec Mikan va lui faire revoir son jugement vis-à-vis du jeune garçon, et, après que Rito l'aura sauvée de l'emprise d'une épée maléfique, commencera à développer des sentiments pour lui. On apprend dans le chapitre 52 de Darkness qu'elle est acrophobe.

- Ayako "Aya" Fujisaki (藤崎 綾?) : Amie de Saki Tenjôin et Rin Kujo. Elle les a rencontrés alors qu'elle se faisait embêter par des garçons de son école, Saki et Rin sont alors venues à son secours. Depuis ce jour, elle est devenue leur amie et reste avec elles.

- Le principal : Comme le nom l'indique, il s'agit du principal du lycée Sainen. Petit, obèse, affublé d'une voix ridicule et d'une grande obstination, c'est un pervers incorrigible et bourré de fétichismes: il se retrouve parfois à courir à la suite d'une ou plusieurs filles en étant presque entièrement nu. On le voit souvent regarder des magazines pornographiques, qu'il collectionne soigneusement dans son bureau.

## Manga
La prépublication de To Love écrit par Saki Hasemi et illustré par Kentaro Yabuki a débuté le 24 avril 2006 dans le magazine Weekly Shōnen Jump édité par Shueisha. Le premier volume relié est sorti le 2 novembre 2006. Malgré la mauvaise place de To Love dans le magazine, son avenir n'a pas été menacé car les tomes reliés se vendaient bien au Japon. Son mauvais classement s'explique par le système de vote des lecteurs du magazine, en effet le manga est très populaire au Japon mais à cause de son style ecchi les lecteurs ne votent pas pour lui. La série a pris fin le 31 août 2009, et le dix-huitième et dernier tome a été publié le 2 avril 2010.
Une suite dérivée nommée To Love Darkness (ToLOVEる-ダークネス-, ToLOVEru -Dākunesu-) est prépubliée du 4 octobre 2010 au 4 mars 2017 dans le magazine Jump Square,. Le premier volume relié est sorti le 4 mars 2011. La version française des deux séries est publiée par Delcourt Tonkam,.

## Anime
L'adaptation en série télévisée d'animation a été annoncée en décembre 2007 dans le magazine Weekly Shōnen Jump. Elle est réalisée par Takao Kato, produite par le studio Xebec, et a été diffusée du 3 avril au 25 septembre 2008 pour un total de 26 épisodes. Six OAV produites par la même équipe sont ensuite respectivement sorties avec les volumes 13 à 18 du manga,. Il est bon de noter que les OAV ne sont pas réellement des suites de l'anime, mais plutôt liées au manga. En effet certains détails en attestent assez fortement : Oshizu, par exemple, possède une enveloppe charnelle, comme dans le manga, et est une camarade de classe de toute la petite bande (alors que dans l'anime elle restait un fantôme et prenait un travail recommandé par Mikado). Autre exemple, le personnage de Céline (jusqu'alors exclusif au manga) est introduit sans transition narrative dans la quatrième OAV sous sa forme originelle de plante humanoïde et réapparaîtra sous forme humaine dans la sixième OAV sans explication.
Une deuxième série télévisée a été annoncée en juin 2010. Intitulée Motto To Love-ru, celle-ci est toujours produite par le studio Xebex mais est réalisée par Atsushi Ootsuki,. Contrairement à la première série qui proposait une intrigue majoritairement exclusive à la version animée, Motto To Love-ru se révèle être plus fidèle au support original : en effet, chaque épisode est divisé en trois parties indépendantes et constitue l'adaptation de trois à cinq chapitres aléatoires du manga. De plus, malgré le fait que l'œuvre papier n'ait pas été intégralement adaptée, le dernier épisode est équivalent à la fin du manga.
Le 2 avril 2012, l'adaptation en anime du manga To Love-ru Darkness a été annoncée. Toujours réalisée par Atsushi Ootsuki et produite par Xebec, elle a été diffusée entre le 5 octobre et le 28 décembre 2012 et dénombre un total de 12 épisodes. En France, cette saison est licenciée par Kazé. Tout comme Motto To Love-ru, l'anime de To Love-ru Darkness est fidèle au manga et adapte globalement les quatre premiers volumes de la série. Lors du Jump Festa 2015, une seconde saison de To Love-ru Darkness a été annoncée. Nommée To Love-ru Darkness 2nd, elle est diffusée du 6 juillet 2015 au 28 octobre 2015 pour un total de 14 épisodes et couvre l'intrigue des volumes 5 à 12 du manga.
Une OAV servant de prologue reprenant les chapitres 0, 7,5 et 13,5 est sortie avec le volume 5 du manga le 17 avril 2012. Une deuxième OAV reprenant les chapitres 16,5, 18,5 et 19 du manga est sortie le 19 décembre 2012 avec le volume 6. Une troisième reprenant les chapitres 18 et 26,5 est sortie le 19 août 2013 avec le volume 8. Une quatrième reprenant les chapitres 24,5, 28 et 28,5 est sortie le 4 décembre 2013 avec le volume 9,. Une cinquième reprenant les chapitres 22,5, 30,5 et 36,5 est sortie le 4 décembre 2014 avec le volume 12. Une sixième reprenant les chapitres 38,5, 39,5 et 42,5 est sortie le 3 avril 2015 avec le volume 13. Une septième reprenant les chapitres 38 et 23,5 est sortie le 4 janvier 2016 avec le volume 15. Une huitième reprenant les chapitres 49 et 50 du manga est prévue le 4 juillet 2016. Une neuvième qui adaptera le chapitre le plus populaire des fans selon un sondage est prévue le 2 décembre 2016.
Depuis Motto To Love-ru, chaque nouvel anime est diffusé en version censurée : des rayons de soleil ou autres effets (brume...) cachent les sous-vêtements des personnages féminins ainsi que leurs poitrines. Les DVD et Blu-ray proposent quant à eux une version non censurée qui laisse complètement apparaître les éléments féminins concernés.

### Musiques
| Générique                  | Épisodes | Début                        | Début                          | Fin                                          | Fin                            |
| Générique                  | Épisodes | Titre                        | Artiste                        | Titre                                        | Artiste                        |
| -------------------------- | -------- | ---------------------------- | ------------------------------ | -------------------------------------------- | ------------------------------ |
| To Love-ru -Trouble-       | 1 – 13   | Forever We Can Make It!      | Thyme                          | Lucky Tune (ラッキーチューン, Rakkī Chūn)    | Anna                           |
| To Love-ru -Trouble-       | 14 – 26  | Forever We Can Make It!      | Thyme                          | Kiss no Yukue (kiss の行方)                  | Anna                           |
| To Love-ru -Trouble- (OAV) | 1 – 6    | Yatte koi! Daisuki           | Haruka Tomatsu & Sayuri Yahagi | Apple Panic!?                                | Haruka Tomatsu & Sayuri Yahagi |
| Motto To Love-ru -Trouble- | 1 - 12   | Loop-the-Loop                | KOTOKO                         | Baby Baby Love                               | Haruka Tomatsu                 |
| To Love-ru Darkness        | 1 - 12   | Rakuen Project (楽園PROJECT) | Ray                            | Foul Play ni Kurari (ファールプレーにくらり) | Kanon Wakeshima                |
| To Love-ru Darkness 2nd    | 2 – 14   | secret arms                  | Ray                            | Gardens                                      | Kawada Mami                    |

Note : Les OAV de To Love-Ru Darkness ne comportent pas de générique de début et celui de fin n'a pas de paroles.

### Doublage
| Personnages              | Voix japonaises                                   |
| Famille Yûki             | Famille Yûki                                      |
| ------------------------ | ------------------------------------------------- |
| Rito Yûki                | Akeno Watanabe                                    |
| Mikan Yûki               | Kana Hanazawa                                     |
| Saibai Yûki              | Keiji Fujiwara                                    |
| Ringo Yûki               | Sayaka Ohara                                      |
| Famille Sairenji         |                                                   |
| Haruna Sairenji          | Sayuri Yahagi                                     |
| Akino Sairenji           | Mikako Takahashi                                  |
| Planète Deviluke         |                                                   |
| Lala Satalin Deviluke    | Haruka Tomatsu                                    |
| Gid Lucion Deviluke      | Hidetoshi Nakamura                                |
| Nana Astar Deviluke      | Kanae Itō                                         |
| Momo Belia Deviluke      | Aki Toyosaki                                      |
| Sephie Michaela Deviluke | Kikuko Inoue                                      |
| Peke                     | Satomi Arai, Aki Toyosaki (Motto)                 |
| Zastin                   | Takehito Koyasu                                   |
| Famille Kotegawa         |                                                   |
| Yui Kotegawa             | Kaori Nazuka                                      |
| Yuu Kotegawa             | Atsushi Abe                                       |
| Lycée Sainan             |                                                   |
| Risa Momioka             | Ryōka Yuzuki                                      |
| Mio Sawada               | Chiemi Chiba                                      |
| Kenichi Saruyama         | Hiroyuki Yoshino                                  |
| Taizou Motemitsu         | Daisuke Namikawa                                  |
| Le Principal             | Kenichi Ogata                                     |
| Saki Tenjouin            | Ayako Kawasumi                                    |
| Rin Kujou                | Mai Hashimoto                                     |
| Aya Fujisaki             | Kaori Mizuhashi                                   |
| Autres extra-terrestres  |                                                   |
| Ombre Dorée (Yami)       | Misato Fukuen                                     |
| Ren & Run Elsie Jewelria | Fuyuka Ōura                                       |
| Ryōko Mikado             | Masako Joh (2008-2012), Harumi Sakurai (2012-...) |
| Shizu Murasame (Oshizu)  | Mamiko Noto                                       |
| Celine                   | Ryōka Yuzuki                                      |
| Kyōko Kirisaki           | Chiemi Chiba                                      |
| Mea Kurosaki             | Yuka Iguchi                                       |
| Tearju Lunatique         | Misato Fukuen                                     |
| Nemesis                  | Rina Hidaka                                       |

## Produits dérivés

### Jeux vidéo
Plusieurs jeux vidéo ont été mis sur le marché.
Le premier est un visual novel en 2D et 3D sur Nintendo DS nommé To Love-ru -Trouble- Waku Waku! Rinkangakkō-hen (To LOVEる-とらぶる- ワクワク! 林間学校編) qui est sorti le 28 août 2008. Le deuxième est un visual novel d'aventure en 2D sur la PlayStation Portable nommé To Love-ru -Trouble- Doki Doki! Rinkaigakkō-hen (To LOVEる-とらぶる- ドキドキ! 臨海学校編) qui est sorti le 2 octobre 2008.
Le troisième jeu, To Love-Ru -Trouble- Darkness: Battle Ecstasy, est sorti le 22 mai 2014 sur PlayStation Vita. To Love-Ru -Trouble- Darkness: True Princess, quatrième jeu de la licence, est annoncé lors du Jump Festa 2015 et est sorti le 5 novembre 2015 sur PlayStation Vita.
Lala Satalin Deviluke apparaît dans le jeu vidéo J-Stars Victory Vs en tant que personnage de soutien, sorti le 19 mars 2014 sur PlayStation 3. Elle montre alors la compétence de régénérer la jauge de vie et d'énergie des personnages jouables, y compris les adversaires.

### Drama CD
Un drama CD de To Love-ru a été commercialisé le 29 février 2008. Il est composé d'une histoire originale avec les voix des doubleurs de la série, et des chansons également chantées par les doubleurs.

### Light novel
To Love-ru ~Abunai Girls Talk~ (To LOVEる　危ないガールズトーク) est un light novel basé sur le manga, écrit par Hikaru Wakatsuki et dessiné par Kentaro Yabuki, publié par aux éditions JUMP j-BOOKS par Shūeisha au Japon en août 2009. En Espagne, il est édité par Editorial Ivrea (es) depuis le 25 novembre 2011, après avoir subi plusieurs retards en raison de des droits d'obtention liés à la couverture du roman.
To Love-ru ~Little Sisters~ (To LOVEる ダークネス りとしす) est un light novel contenant 4 histoires sur Nana, Momo, Yui et Mikan. Elles ont été écrites par Hikaru Wakatsuki et illustrées par Kentaro Yabuki. Ce roman a été publié aux éditions JUMP j-BOOKS par Shūeisha le 17 août 2012.